# Contea di Qihe
La contea di Qihe (齐河县S, Qíhé XiànP) è una contea della Cina, situata nella provincia dello Shandong e amministrata dalla prefettura di Dezhou.